# Bibliothèque de Pikku Huopalahti
La bibliothèque pour enfants de Pikku Huopalahti (finnois : Pikku Huopalahden lastenkirjasto) est une bibliothèque de la section Pikku Huopalahti du quartier de Ruskeasuo à Helsinki en Finlande,,.

## Présentation
La bibliothèque pour enfants de Pikku Huopalahti a été fondée en 1998. 
La bibliothèque est située au premier étage du bâtiment de l'école primaire de Pikku Huopalahti (1997) conçu par le cabinet de l'architecte Esa Piironen,.

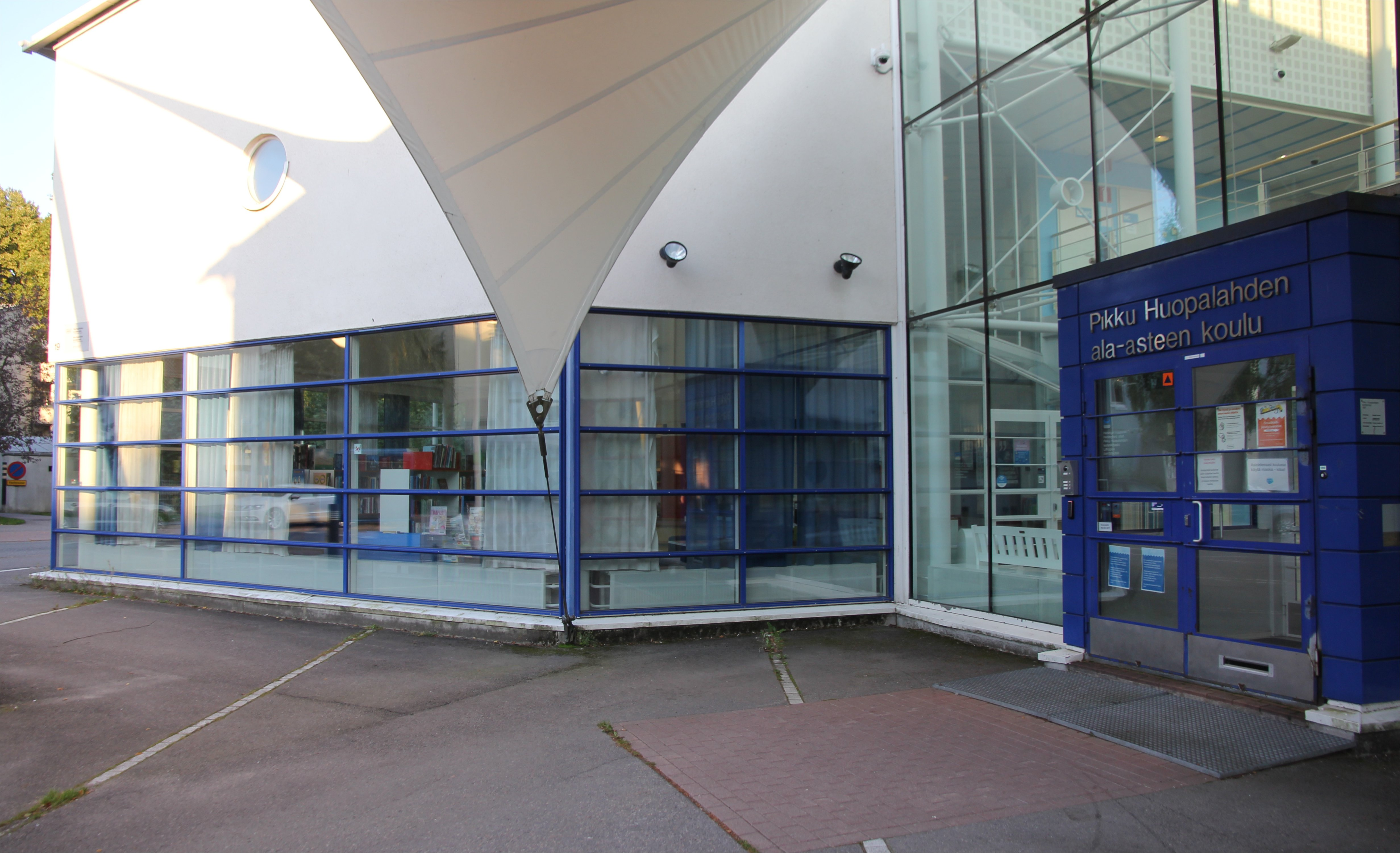
L'entrée de la bibliothèque se fait par la porte d'entrée de l'école.

## Groupement Helmet de bibliothèques
La bibliothèque  de Pikku Huopalahti fait partie du groupement Helmet, qui est un groupement de bibliothèques municipales d'Espoo, d'Helsinki, de Kauniainen et de Vantaa ayant une liste de collections commune et des règles d'utilisation communes.